# شر جذري
الشر الجذري عبارة استخدمها الفيلسوف الألماني إيمانويل كانط، وهي تُمثل المصطلح المسيحي "جذر الشر". اعتقد كانط أن البشر لديهم ميل فطري للشر. ويُفسر الشر الجذري بأنه فسادٌ يُسيطر على الإنسان تمامًا، ويؤدي إلى رغباتٍ تُخالف القانون الأخلاقي العام. إن نتيجة الميل الفطري، نحو الشر هي أفعالٌ تُخالف القانون الأخلاقي. ووفقًا لكانط، تُعارض هذه الأفعال المبادئ الأخلاقية العامة، وتُظهر حب الذات والغرور. يرى العديد من المؤلفين أن مفهوم كانط للشر الجذري مُتناقضٌ وغير مُتسق، وذلك من خلال تطويره للنظريات الأخلاقية.